# William Edward Koenig
William Edward Koenig (Queens, Nueva York, 17 de agosto de 1956) es un sacerdote católico estadounidense nombrado obispo de la Diócesis de Wilmington por el papa Francisco el 30 de abril de 2021 y siendo ordenado obispo el 13 de julio de 2021 por el arzobispo de Baltimore Mons. William Edward Lori.

## Biografía

### Primeros años y formación
William Edward nació el 17 de agosto de 1955 en Queens, Nueva York. Creció en East Meadow, Nueva York, asistiendo a la Escuela Primaria St. Raphael.  Más tarde asistió al Seminario Preparatorio St. Pius X en Uniondale, Nueva York, al Cathedral College en Douglaston, Nueva York y al Seminario de la Inmaculada Concepción en Huntington, Nueva York.
Obtuvo una Maestría en Trabajo Social de la Universidad de Fordham. 

### Sacerdocio
El 14 de mayo de 1983, fue ordenado sacerdote para la Diócesis de Rockville Center por el obispo John R. McGann en la Catedral de Santa Inés en Rockville Centre, Nueva York.
Después de ser ordenado,  se desempeñó como párroco en la parroquia San Eduardo el Confesor en Syosset, Nueva York.  En 2008, fue asignado por un año a la parroquia de St. James en Setauket, Nueva York.  Durante su tiempo en Setauket, también trabajó en el Programa de Ministerio Universitario en la Universidad Estatal de Stony Brook.

## Episcopado

### Obispo de Wilmington
El 30 de abril de 2021, el Papa Francisco lo nombró obispo de Wilmington. Fue consagrado el 13 de julio de 2021 en la Iglesia de Santa Isabel, en su nueva diócesis.
Cuando se le preguntó en 2021 si cumpliría o no con el Canon 915 del Código de Derecho Canónico de la Iglesia Católica con respecto a Joe Biden debido al apoyo político de este último al aborto y al matrimonio entre personas del mismo sexo, Koenig no dijo directamente qué haría, pero sí dijo que estaría dispuesto a discutir la enseñanza católica con él.  La aplicación del Canon 915 daría como resultado que a Biden se le negara la Sagrada Comunión.